# ODBC
ODBC (acrônimo para Open Database Connectivity) é um padrão para acesso a sistemas gerenciadores de bancos de dados (SGBD). Este padrão define um conjunto de interfaces que permitem o uso de linguagens de programação como Visual Basic, Delphi, Visual C++, Java, entre outras capazes de utilizar estas interfaces, para ter acesso a uma vasta gama de bases de dados distintas sem a necessidade de codificar métodos de acesso especializados.
O ODBC atinge a independência de bancos de dados usando drivers para operarem como uma camada de tradução entre a aplicação e o SGBD. As aplicações usam funções ODBC através de um gerenciador de driver ODBC (ODBC driver manager) com a qual está ligada e o driver passa a query para o SGBD.
A implementação de uma aplicação baseada em ODBC permite que a mesma possa utilizar simultaneamente o MySQL, o Access e o SQL Server com pouca necessidade de mudanças na sua camada de dados. O uso destas interfaces está condicionado à existência de drivers ODBC específicos para as bases de dados que se deseja acessar
Os comandos SQL enviados pelas aplicações para o ODBC devem ser compatíveis com o SGBD utilizado, exigindo às vezes pequenas implementações especificas na aplicação para suporte a um SGBD especifico.